# Mars 1991

## Évènements
- Fondation du Mercosur, marché commun d'Amérique latine.

- 3 mars  : fin de la deuxième Guerre du Golfe.
- 10 mars, (Formule 1) : Grand Prix automobile des États-Unis.
- 23 mars : début de la Guerre civile de Sierra Leone.
- 24 mars : Grand Prix automobile du Brésil 1991.
- 26 mars : coup d'État militaire au Mali.

## Naissances
- 4 mars : 
  - Carles Planas, footballeur espagnol.
  - Amixem, youtubeur français
- 5 mars : Mathieu Guillon, matador français.
- 6 mars : Tyler, The Creator, rappeur, producteur de disques, réalisateur de clips et acteur américain.
- 11 mars : Poonam Pandey, actrice et mannequin indienne († 2 février 2024).
- 13 mars : François Affolter, footballeur suisse.
- 14 mars : Stéphanie Barré : karatéka française.
- 16 mars : Spencer Kieboom, joueur américain de baseball.
- 20 mars : Alexis Pinturault, skieur alpin français et champions du Monde en 2021.
- 21 mars : 
  - Antoine Griezmann, footballeur français.
  - Arman Soldin, journaliste français († 9 mai 2023).
- 25 mars : Soukayna El Aouni, taekwondoïste marocaine.
- 29 mars : N'Golo Kanté, footballeur français.

## Décès
- 2 mars : Serge Gainsbourg, compositeur et chanteur (° 2 avril 1928).
- 15 mars :  George Sherman, producteur et réalisateur américain.
- 16 mars :
  - Govindan Aravindan, réalisateur indien.
  - Urbain Caffi, coureur cycliste d'origine italienne naturalisé français (° 10 janvier 1917).
  - James Darcy Freeman, cardinal australien, archevêque de Sydney (° 19 novembre 1907).
  - Santa Scorese, Servante de Dieu, considérée par l'Église catholique comme martyre de la pureté (° 6 février 1968).
- 18 mars : Dezider Kardoš, compositeur et enseignant slovaque (° 22 décembre 1914).
- 20 mars:Connor Clapton, fils  d'Eric Clapton (21 août 1986)
- 21 mars : Leo Fender (Clarence Leonidas Fender), industriel de la guitare (° 10 août 1909).
- 25 mars : Mgr Lefebvre, homme d'Église (° 29 novembre 1905).
- 29 mars : Guy Bourdin photographe français de mode et de publicité.